# تصفيات بطولة أمم أوروبا 2024
التصفيات المؤهلة لبطولة أمم أوروبا 2024 هي مسابقة كرة قدم يتم لعبها من مارس 2023 إلى مارس 2024 لتحديد 23 فريقًا وطنيًا للرجال أعضاء الاتحاد الأوروبي لكرة القدم -اليويفا- الذين سينضمون إلى الفريق المضيف المؤهل تلقائيًا ألمانيا لبطولة بطولة أمم اوروبا 2024 النهائية. ترتبط المنافسة بدوري الأمم الأوروبية 2022–23، والذي يمنح البلدان طريقًا ثانويًا للتأهل للبطولة النهائية.
دخل 53 منتخب أوروبي التصفيات. جرت قرعة مرحلة المجموعات المؤهلة في فرانكفورت يوم 9 أكتوبر 2022.

## الفرق المتأهلة

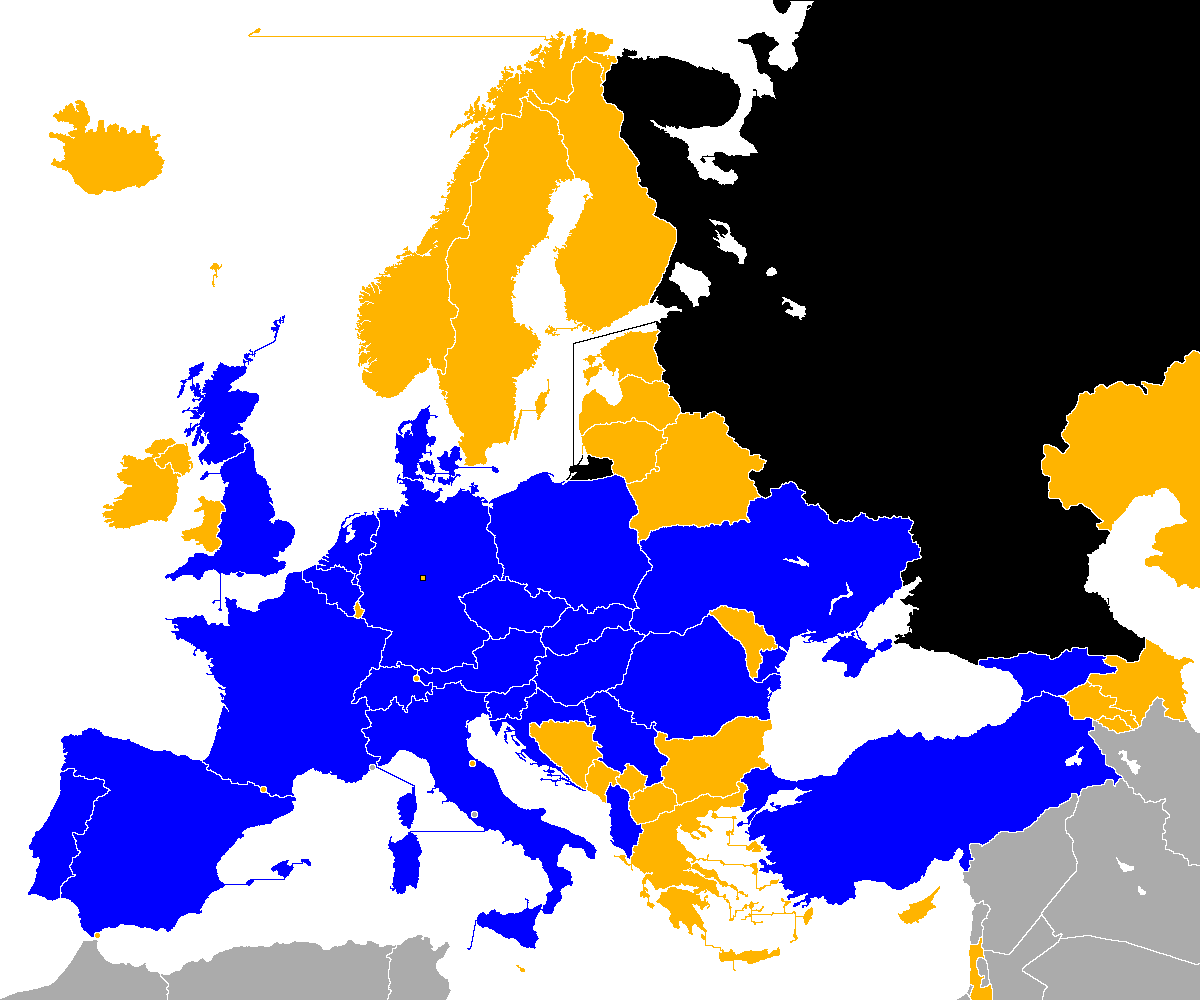
فرق تأهلت لبطولة أمم أوروبا 2024
فرق قد تتأهل
فرق فشلت في التأهل
فرق مستبعدة من المشاركة

| فريق           | طريقة التأهل           | تاريخ التأهل   | ظهور سابق في البطولة                                                              |
| -------------- | ---------------------- | -------------- | --------------------------------------------------------------------------------- |
| ألمانيا        | المستضيف               | 27 سبتمبر 2018 | 13 (1972، 1976، 1980، 1984، 1988، 1992، 1996، 2000، 2004، 2008، 2012، 2016، 2020) |
| بلجيكا         | متصدر المجموعة السادسة | 13 أكتوبر 2023 | 6 (1972، 1980، 1984، 2000، 2016، 2020)                                            |
| فرنسا          | متصدر المجموعة الثانية | 13 أكتوبر 2023 | 10 (1960، 1984، 1992، 1996، 2000، 2004، 2008، 2012، 2016، 2020)                   |
| البرتغال       | متصدر المجموعة العاشرة | 13 أكتوبر 2023 | 8 (1984، 1996، 2000، 2004، 2008، 2012، 2016، 2020)                                |
| إسبانيا        | متصدر المجموعة الأولى  | 15 أكتوبر 2023 | 11 (1964، 1980، 1984، 1988، 1996، 2000، 2004، 2008، 2012، 2016، 2020)             |
| إسكتلندا       | وصيف المجموعة الأولى   | 15 أكتوبر 2023 | 3 (1992، 1996، 2020)                                                              |
| تركيا          | متصدر المجموعة الرابعة | 15 أكتوبر 2023 | 5 (1996، 2000، 2008، 2016، 2020)                                                  |
| النمسا         | وصيف المجموعة السادسة  | 16 أكتوبر 2023 | 3 (2008، 2016، 2020)                                                              |
| إنجلترا        | متصدر المجموعة الثالثة | 17 أكتوبر 2023 | 10 (1968، 1980، 1988، 1992، 1996، 2000، 2004، 2012، 2016، 2020)                   |
| المجر          | متصدر المجموعة السابعة | 16 نوفمبر 2023 | 4 (1964، 1972، 2016، 2020)                                                        |
| سلوفاكيا       | وصيف المجموعة العاشرة  | 16 نوفمبر 2023 | 2 (2016، 2020)                                                                    |
| ألبانيا        | متصدر المجموعة الخامسة | 17 نوفمبر 2023 | 1 (2016)                                                                          |
| الدنمارك       | متصدر المجموعة الثامنة | 17 نوفمبر 2023 | 9 (1964، 1984، 1988، 1992، 1996، 2000، 2004، 2012، 2020)                          |
| هولندا         | وصيف المجموعة الثانية  | 18 نوفمبر 2023 | 10 (1976، 1980، 1988، 1992، 1996، 2000، 2004، 2008، 2012، 2020)                   |
| رومانيا        | متصدر المجموعة التاسعة | 18 نوفمبر 2023 | 5 (1984، 1996، 2000، 2008، 2016)                                                  |
| سويسرا         | وصيف المجموعة التاسعة  | 18 نوفمبر 2023 | 5 (1996، 2004، 2008، 2016، 2020)                                                  |
| صربيا          | وصيف المجموعة السابعة  | 19 نوفمبر 2023 | 5 (1960، 1968، 1976، 1984، 2000)                                                  |
| جمهورية التشيك | وصيف المجموعة الخامسة  | 20 نوفمبر 2023 | 10 (1960، 1976، 1980، 1996، 2000، 2004، 2008، 2012، 2016، 2020)                   |
| إيطاليا        | وصيف المجموعة الثالثة  | 20 نوفمبر 2023 | 10 (1968، 1980، 1988، 1996، 2000، 2004، 2008، 2012، 2016، 2020)                   |
| سلوفينيا       | وصيف المجموعة الثامنة  | 20 نوفمبر 2023 | 1 (2000)                                                                          |
| كرواتيا        | وصيف المجموعة الرابعة  | 21 نوفمبر 2023 | 6 (1996، 2004، 2008، 2012، 2016، 2020)                                            |

1. ↑  الخط الغليظ يشير إلى البطل في تلك السنة. الخط المائل يشير إلى المستضيف في تلك السنة.
2. ↑  من 1972 إلى 1988، تنافس منتخب ألمانيا لكرة القدم تحت اسم منتخب ألمانيا الغربية لكرة القدم.
3. ↑  منذ عام 1960 ولغاية 1980، شارك منتخب جمهورية التشيك تحت اسم منتخب تشيكوسلوفاكيا.

## المجموعات

### المجموعة الأولى
| م | الفريق   | لعب | ف | ت | خ | أ.له | أ.ع | أ.ف | نقاط | التأهل                                                 |  | إسبانيا | إسكتلندا | النرويج | جورجيا | قبرص |
| - | -------- | --- | - | - | - | ---- | --- | --- | ---- | ------------------------------------------------------ |  | ------- | -------- | ------- | ------ | ---- |
| 1 | إسبانيا  | 8   | 7 | 0 | 1 | 25   | 5   | +20 | 21   | التأهل لالبطولة النهائية                               |  | —       | 2–0      | 3–0     | 3–1    | 6–0  |
| 2 | إسكتلندا | 8   | 5 | 2 | 1 | 17   | 8   | +9  | 17   | التأهل لالبطولة النهائية                               |  | 2–0     | —        | 3–3     | 2–0    | 3–0  |
| 3 | النرويج  | 8   | 3 | 2 | 3 | 14   | 12  | +2  | 11   |                                                        |  | 0–1     | 1–2      | —       | 2–1    | 3–1  |
| 4 | جورجيا   | 8   | 2 | 2 | 4 | 12   | 18  | −6  | 8    | تقدم إلى المباريات الفاصلة بواسطة دوري الأمم الأوروبية |  | 1–7     | 2–2      | 1–1     | —      | 4–0  |
| 5 | قبرص     | 8   | 0 | 0 | 8 | 3    | 28  | −25 | 0    |                                                        |  | 1–3     | 0–3      | 0–4     | 1–2    | —    |

### المجموعة الثانية
| م | الفريق          | لعب | ف | ت | خ | أ.له | أ.ع | أ.ف | نقاط | التأهل                                                 |     | فرنسا | هولندا | اليونان | جمهورية أيرلندا | جبل طارق |
| - | --------------- | --- | - | - | - | ---- | --- | --- | ---- | ------------------------------------------------------ | --- | ----- | ------ | ------- | --------------- | -------- |
| 1 | فرنسا           | 8   | 7 | 1 | 0 | 29   | 3   | +26 | 22   | التأهل لالبطولة النهائية                               |     | —     | 4–0    | 1–0     | 2–0             | 14–0     |
| 2 | هولندا          | 8   | 6 | 0 | 2 | 17   | 7   | +10 | 18   | التأهل لالبطولة النهائية                               |     | 1–2   | —      | 3–0     | 1–0             | 3–0      |
| 3 | اليونان         | 8   | 4 | 1 | 3 | 14   | 8   | +6  | 13   | تقدم إلى المباريات الفاصلة بواسطة دوري الأمم الأوروبية |     | 2–2   | 0–1    | —       | 2–1             | 5–0      |
| 4 | جمهورية أيرلندا | 8   | 2 | 0 | 6 | 9    | 10  | −1  | 6    |                                                        |     | 0–1   | 1–2    | 0–2     | —               | 3–0      |
| 5 | جبل طارق        | 8   | 0 | 0 | 8 | 0    | 41  | −41 | 0    |                                                        | 0–3 | 0–6   | 0–3    | 0–4     | —               |          |

### المجموعة الثالثة
| م | الفريق   | لعب | ف | ت | خ | أ.له | أ.ع | أ.ف | نقاط | التأهل                                                 |     | إنجلترا | إيطاليا | أوكرانيا | مقدونيا الشمالية | مالطا |
| - | -------- | --- | - | - | - | ---- | --- | --- | ---- | ------------------------------------------------------ | --- | ------- | ------- | -------- | ---------------- | ----- |
| 1 | إنجلترا  | 8   | 6 | 2 | 0 | 22   | 4   | +18 | 20   | التأهل لالبطولة النهائية                               |     | —       | 3–1     | 2–0      | 7–0              | 2–0   |
| 2 | إيطاليا  | 8   | 4 | 2 | 2 | 16   | 9   | +7  | 14   | التأهل لالبطولة النهائية                               |     | 1–2     | —       | 2–1      | 5–2              | 4–0   |
| 3 | أوكرانيا | 8   | 4 | 2 | 2 | 11   | 8   | +3  | 14   | تقدم إلى المباريات الفاصلة بواسطة دوري الأمم الأوروبية |     | 1–1     | 0–0     | —        | 2–0              | 1–0   |
| 4 | مقدونيا  | 8   | 2 | 2 | 4 | 10   | 20  | −10 | 8    |                                                        |     | 1–1     | 1–1     | 2–3      | —                | 2–1   |
| 5 | مالطا    | 8   | 0 | 0 | 8 | 2    | 20  | −18 | 0    |                                                        | 0–4 | 0–2     | 1–3     | 0–2      | —                |       |

1. 1 2  نقاط المواجهات المباشرة: إيطاليا 4 ، أوكرانيا 1.

### المجموعة الرابعة
| م | الفريق  | لعب | ف | ت | خ | أ.له | أ.ع | أ.ف | نقاط | التأهل                                                 |     | تركيا | كرواتيا | ويلز | أرمينيا | لاتفيا |
| - | ------- | --- | - | - | - | ---- | --- | --- | ---- | ------------------------------------------------------ | --- | ----- | ------- | ---- | ------- | ------ |
| 1 | تركيا   | 8   | 5 | 2 | 1 | 14   | 7   | +7  | 17   | التأهل لالبطولة النهائية                               |     | —     | 0–2     | 2–0  | 1–1     | 4–0    |
| 2 | كرواتيا | 8   | 5 | 1 | 2 | 13   | 4   | +9  | 16   | التأهل لالبطولة النهائية                               |     | 0–1   | —       | 1–1  | 1–0     | 5–0    |
| 3 | ويلز    | 8   | 3 | 3 | 2 | 10   | 10  | 0   | 12   | تقدم إلى المباريات الفاصلة بواسطة دوري الأمم الأوروبية |     | 1–1   | 2–1     | —    | 2–4     | 1–0    |
| 4 | أرمينيا | 8   | 2 | 2 | 4 | 9    | 11  | −2  | 8    |                                                        |     | 1–2   | 0–1     | 1–1  | —       | 2–1    |
| 5 | لاتفيا  | 8   | 1 | 0 | 7 | 5    | 19  | −14 | 3    |                                                        | 2–3 | 0–2   | 0–2     | 2–0  | —       |        |

### المجموعة الخامسة
| م | الفريق         | لعب | ف | ت | خ | أ.له | أ.ع | أ.ف | نقاط | التأهل                                                 |     | ألبانيا | جمهورية التشيك | بولندا | مولدوفا | جزر فارو |
| - | -------------- | --- | - | - | - | ---- | --- | --- | ---- | ------------------------------------------------------ | --- | ------- | -------------- | ------ | ------- | -------- |
| 1 | ألبانيا        | 8   | 4 | 3 | 1 | 12   | 4   | +8  | 15   | التأهل لالبطولة النهائية                               |     | —       | 3–0            | 2–0    | 2–0     | 0–0      |
| 2 | جمهورية التشيك | 8   | 4 | 3 | 1 | 12   | 6   | +6  | 15   | التأهل لالبطولة النهائية                               |     | 1–1     | —              | 3–1    | 3–0     | 1–0      |
| 3 | بولندا         | 8   | 3 | 2 | 3 | 10   | 10  | 0   | 11   | تقدم إلى المباريات الفاصلة بواسطة دوري الأمم الأوروبية |     | 1–0     | 1–1            | —      | 1–1     | 2–0      |
| 4 | مولدوفا        | 8   | 2 | 4 | 2 | 7    | 10  | −3  | 10   |                                                        |     | 1–1     | 0–0            | 3–2    | —       | 1–1      |
| 5 | جزر فارو       | 8   | 0 | 2 | 6 | 2    | 13  | −11 | 2    |                                                        | 1–3 | 0–3     | 0–2            | 0–1    | —       |          |

1. 1 2  نقاط المواجهات المباشرة: ألبانيا 4 ، جمهورية التشيك 1.

### المجموعة السادسة
| م | الفريق   | لعب | ف | ت | خ | أ.له | أ.ع | أ.ف | نقاط | التأهل                                                 |     | بلجيكا | النمسا | السويد | أذربيجان | إستونيا |
| - | -------- | --- | - | - | - | ---- | --- | --- | ---- | ------------------------------------------------------ | --- | ------ | ------ | ------ | -------- | ------- |
| 1 | بلجيكا   | 8   | 6 | 2 | 0 | 22   | 4   | +18 | 20   | التأهل لالبطولة النهائية                               |     | —      | 1–1    | 1–1    | 5–0      | 5–0     |
| 2 | النمسا   | 8   | 6 | 1 | 1 | 17   | 7   | +10 | 19   | التأهل لالبطولة النهائية                               |     | 2–3    | —      | 2–0    | 4–1      | 2–1     |
| 3 | السويد   | 8   | 3 | 1 | 4 | 14   | 12  | +2  | 10   |                                                        |     | 0–3    | 1–3    | —      | 5–0      | 2–0     |
| 4 | أذربيجان | 8   | 2 | 1 | 5 | 7    | 17  | −10 | 7    |                                                        | 0–1 | 0–1    | 3–0    | —      | 1–1      |         |
| 5 | إستونيا  | 8   | 0 | 1 | 7 | 2    | 22  | −20 | 1    | تقدم إلى المباريات الفاصلة بواسطة دوري الأمم الأوروبية |     | 0–3    | 0–2    | 0–5    | 0–2      | —       |

1. ↑  تم التخلي عن مباراة بلجيكا والسويد في 1-1 في الشوط الأول لأسباب أمنية ، حيث قتل اثنان من المشجعين السويديين في إطلاق نار إرهابي في بروكسل قبل المباراة ؛ تم تأكيد النتيجة لاحقا على أنها نهائية.[3][4]

### المجموعة السابعة
| م | الفريق       | لعب | ف | ت | خ | أ.له | أ.ع | أ.ف | نقاط | التأهل                   |     | المجر | صربيا | الجبل الأسود | ليتوانيا | بلغاريا |
| - | ------------ | --- | - | - | - | ---- | --- | --- | ---- | ------------------------ | --- | ----- | ----- | ------------ | -------- | ------- |
| 1 | المجر        | 8   | 5 | 3 | 0 | 16   | 7   | +9  | 18   | التأهل لالبطولة النهائية |     | —     | 2–1   | 3–1          | 2–0      | 3–0     |
| 2 | صربيا        | 8   | 4 | 2 | 2 | 15   | 9   | +6  | 14   | التأهل لالبطولة النهائية |     | 1–2   | —     | 3–1          | 2–0      | 2–2     |
| 3 | الجبل الأسود | 8   | 3 | 2 | 3 | 9    | 11  | −2  | 11   |                          |     | 0–0   | 0–2   | —            | 2–0      | 2–1     |
| 4 | ليتوانيا     | 8   | 1 | 3 | 4 | 8    | 14  | −6  | 6    |                          | 2–2 | 1–3   | 2–2   | —            | 1–1      |         |
| 5 | بلغاريا      | 8   | 0 | 4 | 4 | 7    | 14  | −7  | 4    |                          | 2–2 | 1–1   | 0–1   | 0–2          | —        |         |

### المجموعة الثامنة
| م | الفريق           | لعب | ف | ت | خ  | أ.له | أ.ع | أ.ف | نقاط | التأهل                                                 |     | الدنمارك | سلوفينيا | فنلندا | كازاخستان | أيرلندا الشمالية | سان مارينو |
| - | ---------------- | --- | - | - | -- | ---- | --- | --- | ---- | ------------------------------------------------------ | --- | -------- | -------- | ------ | --------- | ---------------- | ---------- |
| 1 | الدنمارك         | 10  | 7 | 1 | 2  | 19   | 10  | +9  | 22   | التأهل لالبطولة النهائية                               |     | —        | 2–1      | 3–1    | 3–1       | 1–0              | 4–0        |
| 2 | سلوفينيا         | 10  | 7 | 1 | 2  | 20   | 9   | +11 | 22   | التأهل لالبطولة النهائية                               |     | 1–1      | —        | 3–0    | 2–1       | 4–2              | 2–0        |
| 3 | فنلندا           | 10  | 6 | 0 | 4  | 18   | 10  | +8  | 18   | تقدم إلى المباريات الفاصلة بواسطة دوري الأمم الأوروبية |     | 0–1      | 2–0      | —      | 1–2       | 4–0              | 6–0        |
| 4 | كازاخستان        | 10  | 6 | 0 | 4  | 16   | 12  | +4  | 18   | تقدم إلى المباريات الفاصلة بواسطة دوري الأمم الأوروبية |     | 3–2      | 1–2      | 0–1    | —         | 1–0              | 3–1        |
| 5 | أيرلندا الشمالية | 10  | 3 | 0 | 7  | 9    | 13  | −4  | 9    |                                                        |     | 2–0      | 0–1      | 0–1    | 0–1       | —                | 3–0        |
| 6 | سان مارينو       | 10  | 0 | 0 | 10 | 3    | 31  | −28 | 0    |                                                        | 1–2 | 0–4      | 1–2      | 0–3    | 0–2       | —                |            |

1. 1 2  نقاط المواجهات المباشرة: الدنمارك 4 ، سلوفينيا 1.
2. 1 2  فارق الأهداف في جميع مباريات المجموعة: فنلندا +8، كازاخستان +4.

### المجموعة التاسعة
| م | الفريق  | لعب | ف | ت | خ | أ.له | أ.ع | أ.ف | نقاط | التأهل                                                 |     | رومانيا | سويسرا | إسرائيل | بيلاروس | كوسوفو | أندورا |
| - | ------- | --- | - | - | - | ---- | --- | --- | ---- | ------------------------------------------------------ | --- | ------- | ------ | ------- | ------- | ------ | ------ |
| 1 | رومانيا | 10  | 6 | 4 | 0 | 16   | 5   | +11 | 22   | التأهل لالبطولة النهائية                               |     | —       | 1–0    | 1–1     | 2–1     | 2–0    | 4–0    |
| 2 | سويسرا  | 10  | 4 | 5 | 1 | 22   | 11  | +11 | 17   | التأهل لالبطولة النهائية                               |     | 2–2     | —      | 3–0     | 3–3     | 1–1    | 3–0    |
| 3 | إسرائيل | 10  | 4 | 3 | 3 | 11   | 11  | 0   | 15   | تقدم إلى المباريات الفاصلة بواسطة دوري الأمم الأوروبية |     | 1–2     | 1–1    | —       | 1–0     | 1–1    | 2–1    |
| 4 | بيلاروس | 10  | 3 | 3 | 4 | 9    | 14  | −5  | 12   |                                                        |     | 0–0     | 0–5    | 1–2     | —       | 2–1    | 1–0    |
| 5 | كوسوفو  | 10  | 2 | 5 | 3 | 10   | 10  | 0   | 11   |                                                        | 0–0 | 2–2     | 1–0    | 0–1     | —       | 1–1    |        |
| 6 | أندورا  | 10  | 0 | 2 | 8 | 3    | 20  | −17 | 2    |                                                        | 0–2 | 1–2     | 0–2    | 0–0     | 0–3     | —      |        |

### المجموعة العاشرة
| م | الفريق          | لعب | ف  | ت | خ  | أ.له | أ.ع | أ.ف | نقاط | التأهل                                                 |  | البرتغال | سلوفاكيا | لوكسمبورغ | آيسلندا | البوسنة والهرسك | ليختنشتاين |
| - | --------------- | --- | -- | - | -- | ---- | --- | --- | ---- | ------------------------------------------------------ |  | -------- | -------- | --------- | ------- | --------------- | ---------- |
| 1 | البرتغال        | 10  | 10 | 0 | 0  | 36   | 2   | +34 | 30   | التأهل لالبطولة النهائية                               |  | —        | 3–2      | 9–0       | 2–0     | 3–0             | 4–0        |
| 2 | سلوفاكيا        | 10  | 7  | 1 | 2  | 17   | 8   | +9  | 22   | التأهل لالبطولة النهائية                               |  | 0–1      | —        | 0–0       | 4–2     | 2–0             | 3–0        |
| 3 | لوكسمبورغ       | 10  | 5  | 2 | 3  | 13   | 19  | −6  | 17   | تقدم إلى المباريات الفاصلة بواسطة دوري الأمم الأوروبية |  | 0–6      | 0–1      | —         | 3–1     | 4–1             | 2–0        |
| 4 | آيسلندا         | 10  | 3  | 1 | 6  | 17   | 16  | +1  | 10   | تقدم إلى المباريات الفاصلة بواسطة دوري الأمم الأوروبية |  | 0–1      | 1–2      | 1–1       | —       | 1–0             | 4–0        |
| 5 | البوسنة والهرسك | 10  | 3  | 0 | 7  | 9    | 20  | −11 | 9    | تقدم إلى المباريات الفاصلة بواسطة دوري الأمم الأوروبية |  | 0–5      | 1–2      | 0–2       | 3–0     | —               | 2–1        |
| 6 | ليختنشتاين      | 10  | 0  | 0 | 10 | 1    | 28  | −27 | 0    |                                                        |  | 0–2      | 0–1      | 0–1       | 0–7     | 0–2             | —          |

## المرحلة الفاصلة
لا يزال بإمكان الفرق التي فشلت في مرحلة المجموعات المؤهلة التأهل للبطولة النهائية من خلال المباريات الفاصلة. تم تخصيص الدوريات 1 و 2 و 3 في دوري الأمم الأوروبية أحد المراكز الثلاثة المتبقية في البطولة النهائية. ستتنافس أربعة فرق من كل دوري لم تتأهل بالفعل لنهائيات بطولة أوروبا في المباريات الفاصلة في دوريهم. تم تخصيص أرصفة الملحق أولا لكل فائز في مجموعة دوري الأمم ، وإذا تأهل أي من الفائزين بالمجموعة بالفعل إلى نهائيات بطولة أوروبا ، فعندئذ إلى الفريق التالي الأفضل تصنيفا في الدوري.

### اختيار الفريق
حددت عملية اختيار الفريق الفرق الاثني عشر التي ستتنافس في المباريات الفاصلة بناء على التصنيف العام لدوري الأمم, باستخدام مجموعة من المعايير التي امتثلت لهذه المبادئ:
- شكلت كل من الدوريات 1 و 2 و 3 مسارا مع أفضل أربعة فرق مصنفة لم تتأهل بعد.
- إذا كان لدى أحد هذه الدوريات أقل من أربعة فرق غير مؤهلة ، أخذ المراكز أولا من قبل الفائز بأفضل مجموعة من الدوري D (ما لم يكن مؤهلا بالفعل) ، ثم من قبل الآخرين الفرق المؤهلة على أساس الترتيب.
- لا يمكن للفائزين بالمجموعات من الدوريين الثاني و الثالث مواجهة فرق من بطولات الدوري الأعلى.

### القرعة
أجريت قرعة الملحق المؤهل في 23 نوفمبر 2023، الساعة 12:00 بتوقيت وسط أوروبا، في مقر الاتحاد الأوروبي لكرة القدم في نيون، سويسرا. وجاء القرعة لتحديد المسارات التي سيشارك فيها الفائزون من خارج المجموعة. كما تم إجراء ثلاثة تعادلات منفصلة لتحديد مضيف نهائي المباراة الفاصلة لكل مسار بين الفائزين في أزواج نصف النهائي (تم تحديدها على أنها نصف النهائي 1 للمصنف 1 ضد 4 ، ونصف النهائي 2 للمصنف 2 ضد 3).
نظرا لخصوصية القرعة، لا يمكن الانتهاء من الإجراء الدقيق إلا بعد انتهاء مرحلة المجموعات التأهيلية. لم يتم تطبيق أي قيود على القرعة ، حيث لم تحدث أي من الاشتباكات المحظورة من قبل الاتحاد الأوروبي لكرة القدم لأسباب سياسية. بناء على الفرق الاثني عشر التي تقدمت إلى المباريات الفاصلة ، تم تشكيل مسارات المباريات الفاصلة الثلاثة وفقا لقواعد تشكيل المسار ، بدءا من الدوري الثالث والعمل حتى الدوري الأول:
- نظرا لوجود أربعة فرق من الدوري الثالث (ثلاثة فائزين بالمجموعات وفائز واحد خارج المجموعة) ، فقد تم وضعهم جميعا في المسار الثالث.
- نظرا لوجود خمسة فرق من الدوري الثاني (فائزان في المجموعة وثلاثة فائزين خارج المجموعة) ، تم وضع الفائزين في المجموعتين في المسار الثاني، بينما حددت القرعة أي اثنين من الفائزين الثلاثة من خارج المجموعة تم وضعهما أيضا في المسار الثاني.
- نظرا لوجود فريقين من الدوري الأول (كلاهما فائزان خارج المجموعة) ، فقد تم وضعهما في المسار الأول ، جنبا إلى جنب مع الفائز بالمجموعة الرابعة الأفضل تصنيفا. ثم تم وضع الفائز الوحيد من خارج المجموعة من الدوري الثاني الذي لم يتم سحبه إلى المسار الثاني في المسار الأول.

شارك الفائزون الثلاثة التاليون من خارج المجموعة من الدوري الثاني (مرتبة حسب تصنيف دوري الأمم) في القرعة ، حيث تم سحب اثنين إلى المسار الثاني، بينما تم تخصيص الفريق المتبقي للمسار الأول:
1. فنلندا
2. أوكرانيا
3. آيسلندا

احتل الفريقان اللذان تم سحبهما إلى المسار الثاني المركزين ب3 و ب4 ، بعد تصنيفهما في دوري الأمم ، بينما احتل الفريق الذي تم سحبه إلى المسار الأول المركز أ3.
فيما يلي تكوين مسارات المرحلة الفاصلة:
| الترتيب | الفريق  |
| ------- | ------- |
| 1       | بولندا  |
| 2       | ويلز    |
| 3       | فنلندا  |
| 4       | إستونيا |

| الترتيب | الفريق          |
| ------- | --------------- |
| 1       | إسرائيل         |
| 2       | البوسنة والهرسك |
| 3       | أوكرانيا        |
| 4       | آيسلندا         |

| الترتيب | الفريق    |
| ------- | --------- |
| 1       | جورجيا    |
| 2       | اليونان   |
| 3       | كازاخستان |
| 4       | لوكسمبورغ |

تم سحب الفائزين التاليين في نصف النهائي لاستضافة نهائي المرحلة الفاصلة:
- المسار الأول: الفائز نصف النهائي 2 (ويلز ضد فنلندا)
- المسار الثاني: الفائز نصف النهائي 2 (البوسنة والهرسك ضد أوكرانيا)
- المسار الثالث: الفائز نصف النهائي 1 (جورجيا ضد لوكسمبورغ)

### المسار الأول
| فريق 1         | نتيجة   | فريق 2            |
| -------------- | ------- | ----------------- |
| نصف النهائي    |         |                   |
| بولندا         | 21 مارس | إستونيا           |
| ويلز           | 21 مارس | فنلندا            |
| النهائي        |         |                   |
| ويلز أو فنلندا | 26 مارس | بولندا أو إستونيا |

أو ملعب هلسنكي الأولمبي، هلسنكي
|attendance=
|referee=
}}

## المسار الثاني

### المسار
|  | نصف النهائي                          | نصف النهائي        |  |  | النهائي | النهائي |
|  |                                      |                    |  |  |         |         |
|  | 21 مارس 2024 – زينيتسا               |                    |  |  |         |         |
|  |                                      |                    |  |  |         |         |
|  | البوسنة والهرسك                      |                    |  |  |         |         |
|  | 26 مارس 2024 – سراييفو أو يحدد لاحقا |                    |  |  |         |         |
|  | أوكرانيا                             |                    |  |  |         |         |
|  | البوسنة والهرسك أو أوكرانيا          |                    |  |  |         |         |
|  | 21 مارس 2024 – يحدد لاحقا            |                    |  |  |         |         |
|  |                                      | إسرائيل أو آيسلندا |  |  |         |         |
|  | إسرائيل                              |                    |  |  |         |         |
|  |                                      |                    |  |  |         |         |
|  | آيسلندا                              |                    |  |  |         |         |
|  |                                      |                    |  |  |         |         |

### الملخص
| فريق 1                      | نتيجة   | فريق 2             |
| --------------------------- | ------- | ------------------ |
| نصف النهائي                 |         |                    |
| إسرائيل                     | 21 مارس | آيسلندا            |
| البوسنة والهرسك             | 21 مارس | أوكرانيا           |
| النهائي                     |         |                    |
| البوسنة والهرسك أو أوكرانيا | 26 مارس | إسرائيل أو أيسلندا |

### نصف النهائي
| إسرائيل | ضد    | آيسلندا |
| ------- | ----- | ------- |
|         | تقرير |         |

| البوسنة والهرسك | ضد    | أوكرانيا |
| --------------- | ----- | -------- |
|                 | تقرير |          |

### النهائي
| البوسنة والهرسك أو أوكرانيا | ضد    | إسرائيل أو آيسلندا |
| --------------------------- | ----- | ------------------ |
|                             | تقرير |                    |

## المسار الثالث

### المسار
|  | نصف النهائي                              | نصف النهائي          |  |  | النهائي | النهائي |
|  |                                          |                      |  |  |         |         |
|  | 21 مارس 2024 – تبليسي                    |                      |  |  |         |         |
|  |                                          |                      |  |  |         |         |
|  | جورجيا                                   |                      |  |  |         |         |
|  | 26 مارس 2024 – تبليسي أو مدينة لوكسمبورغ |                      |  |  |         |         |
|  | لوكسمبورغ                                |                      |  |  |         |         |
|  | جورجيا أو لوكسمبورغ                      |                      |  |  |         |         |
|  | 21 مارس 2024 – أثينا                     |                      |  |  |         |         |
|  |                                          | اليونان أو كازاخستان |  |  |         |         |
|  | اليونان                                  |                      |  |  |         |         |
|  |                                          |                      |  |  |         |         |
|  | كازاخستان                                |                      |  |  |         |         |
|  |                                          |                      |  |  |         |         |

### الملخص
| فريق 1              | نتيجة   | فريق 2               |
| ------------------- | ------- | -------------------- |
| نصف النهائي         |         |                      |
| جورجيا              | 21 مارس | لوكسمبورغ            |
| اليونان             | 21 مارس | كازاخستان            |
| النهائي             |         |                      |
| جورجيا أو لوكسمبورغ | 26 مارس | اليونان أو كازاخستان |

### نصف النهائي
| جورجيا | ضد    | لوكسمبورغ |
| ------ | ----- | --------- |
|        | تقرير |           |

| اليونان | ضد    | كازاخستان |
| ------- | ----- | --------- |
|         | تقرير |           |

### النهائي
| جورجيا أو لوكسمبورغ | ضد    | اليونان أو كازاخستان |
| ------------------- | ----- | -------------------- |
|                     | تقرير |                      |

## الانضباط
يتم إيقاف اللاعب تلقائيا للمباراة التالية بسبب المخالفات التالية:
- تلقي بطاقة حمراء (يمكن تمديد إيقاف البطاقة الحمراء للمخالفات الخطيرة)
- من مرحلة المجموعات التأهيلية ، تلقي ثلاث بطاقات صفراء في ثلاث مباريات مختلفة ، وكذلك بعد البطاقة الخامسة وأي بطاقة صفراء لاحقة (يتم ترحيل تعليق البطاقة الصفراء إلى المباريات الفاصلة ، ولكن ليس النهائيات أو أي مباريات دولية أخرى في المستقبل)

انتهت صلاحية التحذيرات التي لم تسفر عن الإيقاف عند الانتهاء من مرحلة المجموعات المؤهلة ، ولا يتم ترحيلها إلى المباريات الفاصلة.
سيتم تنفيذ الإيقافات التالية خلال المباريات الفاصلة المؤهلة:
| الفريق          | اللاعب              | الخطأ | موقوف للمباراة (المباريات)              |
| --------------- | ------------------- | --- | --------------------------------------- |
| البوسنة والهرسك | ريناتو غويكوفيتش    | في المجموعة العاشرة ضد سلوفاكيا (19 نوفمبر 2023) | نصف النهائي ضد أوكرانيا (21 مارس 2024)  |
| جورجيا          | خفيتشا كفاراتسخيليا | في المجموعة الأولى ضد إسبانيا (8 سبتمبر 2023) · في المجموعة الأولى ضد اسكتلندا (16 نوفمبر 2023) · في المجموعة الأولى ضد إسبانيا (19 نوفمبر 2023)             | نصف النهائي ضد لوكسمبورغ (21 مارس 2024) |
| كازاخستان       | نورالي أليب         | في المجموعة الثامنة vs أيرلندا الشمالية (19 June 2023) · في المجموعة الثامنة ضد الدنمارك (14 أكتوبر 2023) · في المجموعة الثامنة ضد سلوفينيا (20 نوفمبر 2023) | نصف النهائي ضد اليونان (21 مارس 2024)   |
| لوكسمبورغ       | دانيل سيناني        | في المجموعة العاشرة ضد ليختنشتاين (19 نوفمبر 2023) | نصف النهائي ضد جورجيا (21 مارس 2024)    |

## الملاحظات
1. ↑  كان القيد سينطبق على الاقتران التالي: أرمينيا-أذربيجان، بيلاروسيا-أوكرانيا، جبل طارق وإسبانيا، كوسوفو-البوسنة والهرسك، كوسوفو - صربيا.
2. ↑  بسبب Israel–Hamas war, يتعين على إسرائيل لعب مبارياتها على أرضها في أماكن محايدة حتى إشعار آخر.[15]
3. ↑  بسبب الغزو الروسي لأوكرانيا 2022, يتعين على أوكرانيا لعب مبارياتها على أرضها في أماكن محايدة حتى إشعار آخر.[16]
4. ↑  ستقام المباراة في الساعة 18:00 إذا كانت جورجيا في النهائي ، أو 20:45 إذا كانت لوكسمبورغ في النهائي.

## روابط خارجية
- UEFA Euro 2024, UEFA.com
- European Qualifiers, UEFA.com

### المسار الثاني
| فريق 1                      | نتيجة   | فريق 2             |
| --------------------------- | ------- | ------------------ |
| نصف النهائي                 |         |                    |
| إسرائيل                     | 21 مارس | آيسلندا            |
| البوسنة والهرسك             | 21 مارس | أوكرانيا           |
| النهائي                     |         |                    |
| البوسنة والهرسك أو أوكرانيا | 26 مارس | إسرائيل أو أيسلندا |

### المسار الثالث
| فريق 1              | نتيجة   | فريق 2               |
| ------------------- | ------- | -------------------- |
| نصف النهائي         |         |                      |
| جورجيا              | 21 مارس | لوكسمبورغ            |
| اليونان             | 21 مارس | كازاخستان            |
| النهائي             |         |                      |
| جورجيا أو لوكسمبورغ | 26 مارس | اليونان أو كازاخستان |